# کول‌تپه (کوده کهریز)
کول تپه (کوده کهریز) مربوط به سده‌های اولیه دوران‌های تاریخی پس از اسلام است و در شهرستان مشگین‌شهر، بخش ارثق، روستای گوده کهریز واقع شده و این اثر در تاریخ ۲۵ اسفند ۱۳۴۵ با شمارهٔ ثبت ۶۳۳ به‌عنوان یکی از آثار ملی ایران به ثبت رسیده است.